# 猴硐
猴硐  是新北市瑞芳區的一個地名，位於該區東南部。相較於今日行政區，其範圍大致包括弓橋里南端、猴洞里不含南部東段。
知名的猴硐車站、猴硐商圈、猴硐貓村均不在猴硐境內，而是位於隔著基隆河的西鄰三爪子地區境內。

## 歷史

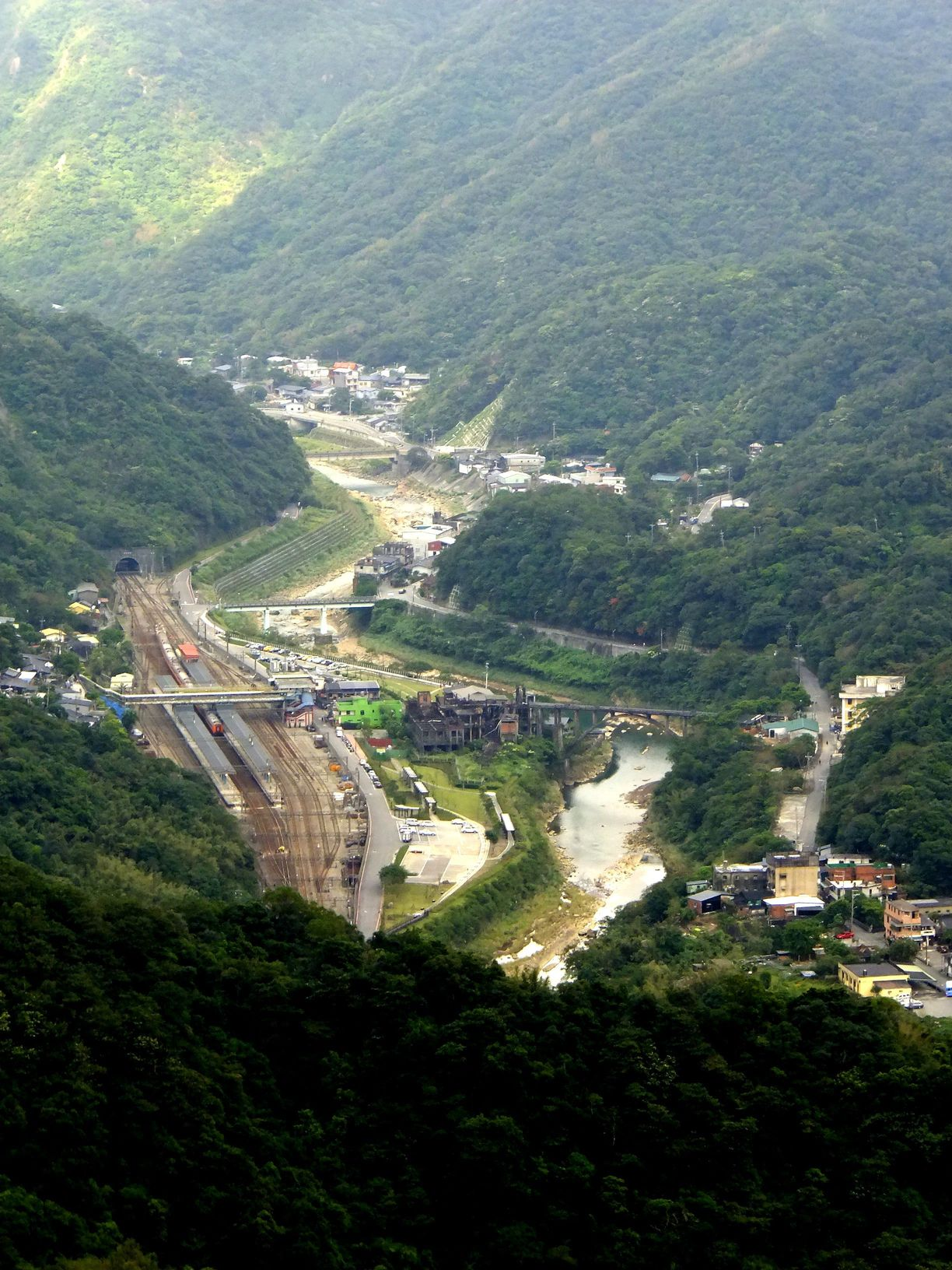
猴硐地區2012年

台灣清治末期，猴硐地區為一街庄，取昔時柴寮路有猴群聚集之山洞，稱為「猴洞」，隸屬於基隆堡。該庄東北與九芎橋庄為鄰，東與武丹坑庄為鄰，南邊東側較長段與石壁坑庄為界，南邊西側較短段及西邊與三爪仔庄（《臺灣堡圖》誤寫為「三瓜仔庄」）為界。
1901年 (日治明治三十四年) 11月，該庄隸屬於基隆廳，編入第三區。1905年 (明治三十八年) 7月，第三區改名「瑞芳區」。1920年 (大正九年)，該庄改制並雅化為「猴硐」大字，隸屬於臺北州基隆郡瑞芳街。
戰後瑞芳街改制為瑞芳鎮，隸屬於臺北縣，大字亦改制為里。2010年12月五都改制，臺北縣升格為新北市，瑞芳鎮改制為瑞芳區。
1962年 (民國51年) 因認「猴」字不雅而改字為侯硐，2003年 (民國92年) 為保留地方文史特色，復改回原名「猴硐」。

## 交通
鄉道北37線貫穿本地區中部，為本地區主要連外道路，往北可至柑子瀨接市道102號，往南轉東南可經猴硐、石壁坑至牡丹接市道102號。

## 公車資訊
- 基隆客運：
  - 808 瑞芳車站－猴硐
  - 826 猴硐遊客中心-水湳洞
- 新北市新巴士：
  - F808 瑞芳-三貂嶺